# Jorge Kálnay
Jorge Kálnay (nacido György Kálnay; Budapest, Hungría; 1894 - Buenos Aires, Argentina; 1957) fue un arquitecto de origen húngaro que trabajó y se destacó en la Argentina, junto con su hermano Andrés Kálnay. Es autor de obras como el Teatro Broadway, el Luna Park y la exsede del Diario Crítica. Recorrió estilos como el pintoresquismo y el art decó, siendo después un notable representante del movimiento racionalista.

## Vida
Nació en Budapest, en 1894 parte del Imperio Austrohúngaro. Estudió en la Escuela Superior Real Estatal Húngara, y luego de la Primera Guerra Mundial realizó junto con su hermano Andrés un conjunto de 48 viviendas para afectados por el conflicto bélico.
En 1920, a causa tanto de la situación política como económica, el dúo Kálnay se trasladó hacia Nápoles, yendo de polizontes en un barco que originalmente tenía destino a Estados Unidos, pero que terminó desembarcando en San Nicolás de los Arroyos, en la provincia de Buenos Aires. Andrés y Jorge se instalaron en Buenos Aires en marzo de 1920, y lograron abrir su propio estudio de arquitectura en conjunto al año siguiente.
El primer encargo de los Kálnay en 1921 fue la Cervecería "Munich" en la esquina de Avenida Pueyrredón y Cangallo (hoy Tte. Gral. Juan D. Perón). Luego trabajarían en una serie de residencias particulares y pequeños edificios de departamentos de renta. Uno de sus últimos trabajos juntos fue el diseño en 1926 de la sede del diario Crítica de Natalio Botana en Avenida de Mayo 1333.
A partir de ese año, Jorge y Andrés comenzaron carreras separadas, según habían acordado en el contrato que habían firmado en 1921. La primera obra importante de Jorge en 1926 fue el Gran Cine Florida, que se conserva como edificio de oficinas y local comercial en la calle Florida 255 y con salida por San Martín 244, en cuyo piso superior instaló su vivienda personal, adonde vivió el resto de su vida y tuvo a sus ocho hijos. Luego, llevó adelante sin Andrés la construcción del Diario Crítica de Avenida de Mayo.
Luego vendría la obra del Cine-Teatro Broadway, un edificio de gran tamaño en Avenida Corrientes 1155 (proyectado en 1929 e inaugurado en 1931). Durante la década de 1930 Jorge Kálnay se sumó al nuevo movimiento racionalista que encabezaron Alberto Prebisch, Vladimiro Acosta, Antonio Vilar y otros, adoptando en sus obras la sobriedad y la modernidad que representaron en ese momento los rasgos del nuevo estilo.
De esta época se destacan su seguidilla de edificios residenciales que son tomados actualmente como ejemplos de la corriente racionalista en la Argentina. El Edificio Minner en Retiro (1934), el Edificio Barrancas en Belgrano (1933), y el Maison Garay (1936) y el Perú House en San Telmo. Otros representativos edificios de departamentos de este tipo se encuentran en las esquinas de Rodríguez Peña y Avenida Santa Fe y de San José y Avenida Belgrano.
En 1929 se inauguró su diseño del Mercado Merlini, aún en pie en la esquina de Larrea y Lavalle. De 1932 es la Residencia Méndez Gonçalves (actual residencia del Embajador Uruguayo en Buenos Aires) en Avenida Figueroa Alcorta y Ortiz de Ocampo, barrio de Palermo Chico. En 1936 fue inaugurado en Santiago del Estero su Mercado Armonía. También de su autoría fue la Villa Los Granados de Natalio Botana, en Don Torcuato. Allí fue instalado el mural de David Alfaro Siqueiros "Ejercicio Plástico", actualmente expuesto en el Parque Colón.
La obra más notable de Jorge Kálnay quizás haya sido el estadio Luna Park, conocido como Palacio de los Deportes. Allí se han realizado todo tipo de eventos, desde recitales de música a eventos de caridad y enfrentamientos de boxeo. Ocupa una manzana entera y fue inaugurado en 1932.
Una aislada obra de estilo pintoresco es el encargo de refuncionalización que le hizo el alemán Fritz Mandl en 1944 para la gran residencia que compró en remate el año anterior y que había sido construida por Emilio Maisonnave para Bartolomé Vasallo. Está en la localidad de La Cumbre en la provincia de Córdoba, y se la conoce como el Castillo de Mandl.
Jorge Kálnay falleció en 1957.

## Estilo y galería de obras

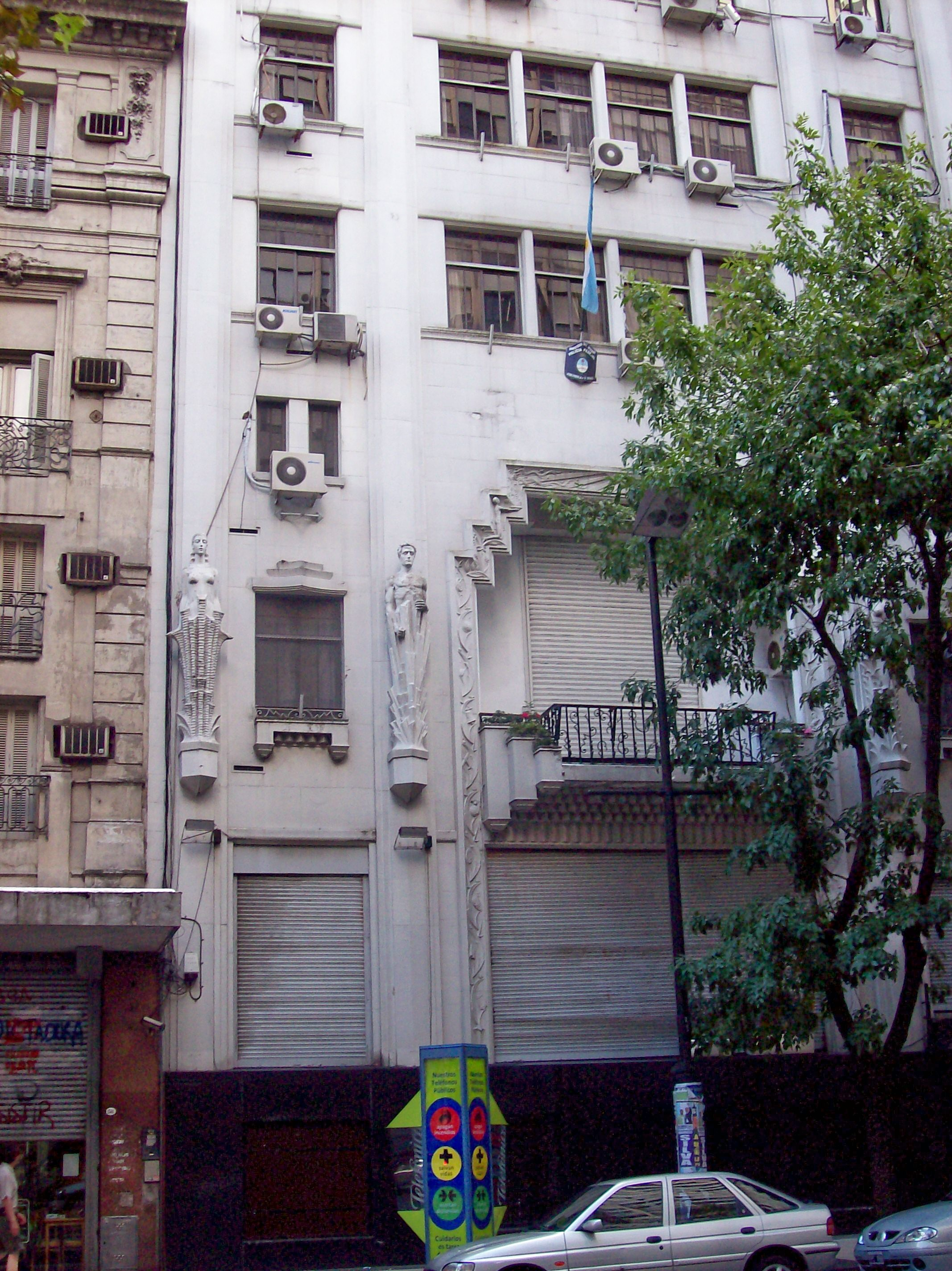
La ex sede del Diario Crítica (1926)
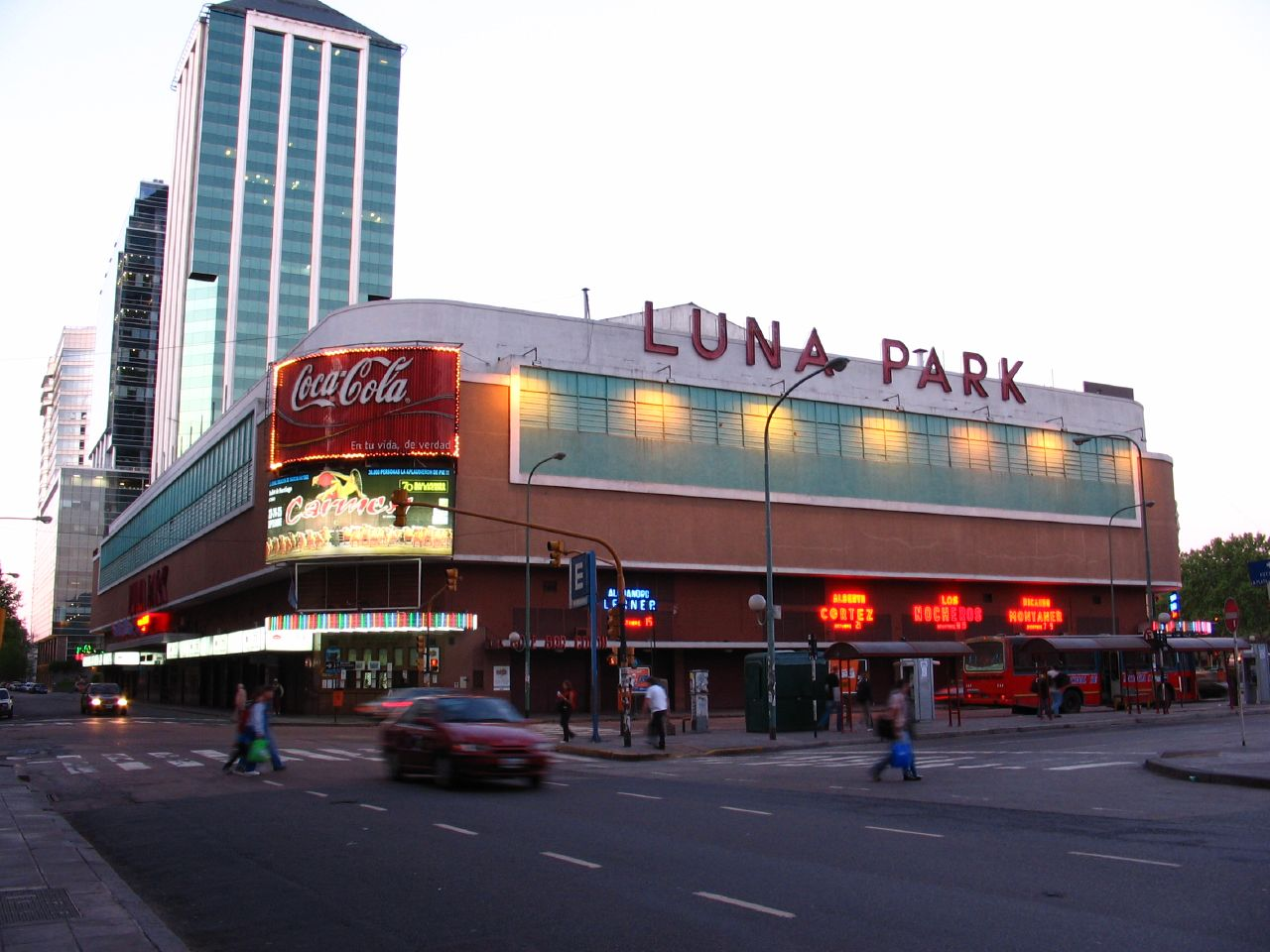
El estadio Luna Park (1932)
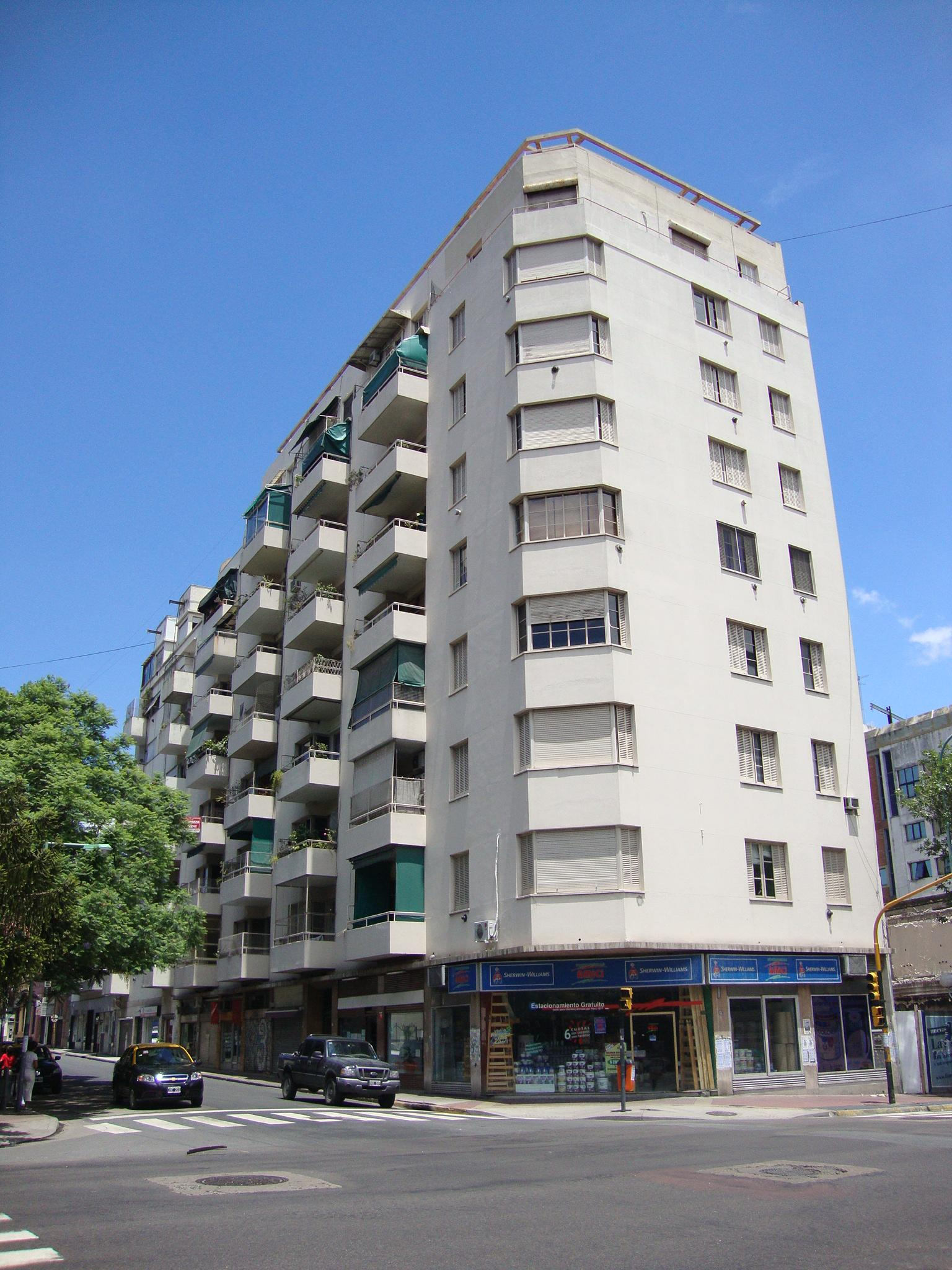
Edificio "Perú House" (1933)